# Estação Goncourt
Goncourt é uma estação da linha 11 do Metrô de Paris, localizada no limite do 10.º e do 11.º arrondissements de Paris.

## História
A estação foi aberta em 28 de abril de 1935.
A estação deve o seu nome à rue des Goncourt situada nas proximidades, e que leva o nome dos irmãos Edmond de Goncourt e Jules de Goncourt, criadores da Academia Goncourt que concede o Prêmio Goncourt. Tem como subtítulo Hôpital Saint-Louis, nome do hospital da AP-HP especializado em dermatologia situado a 350 metros.
Ela viu entrar 3 740 119 passageiros em 2013, o que a coloca na 140ª posição das estações de metro por sua frequência.

## Serviços aos Passageiros

### Plataformas

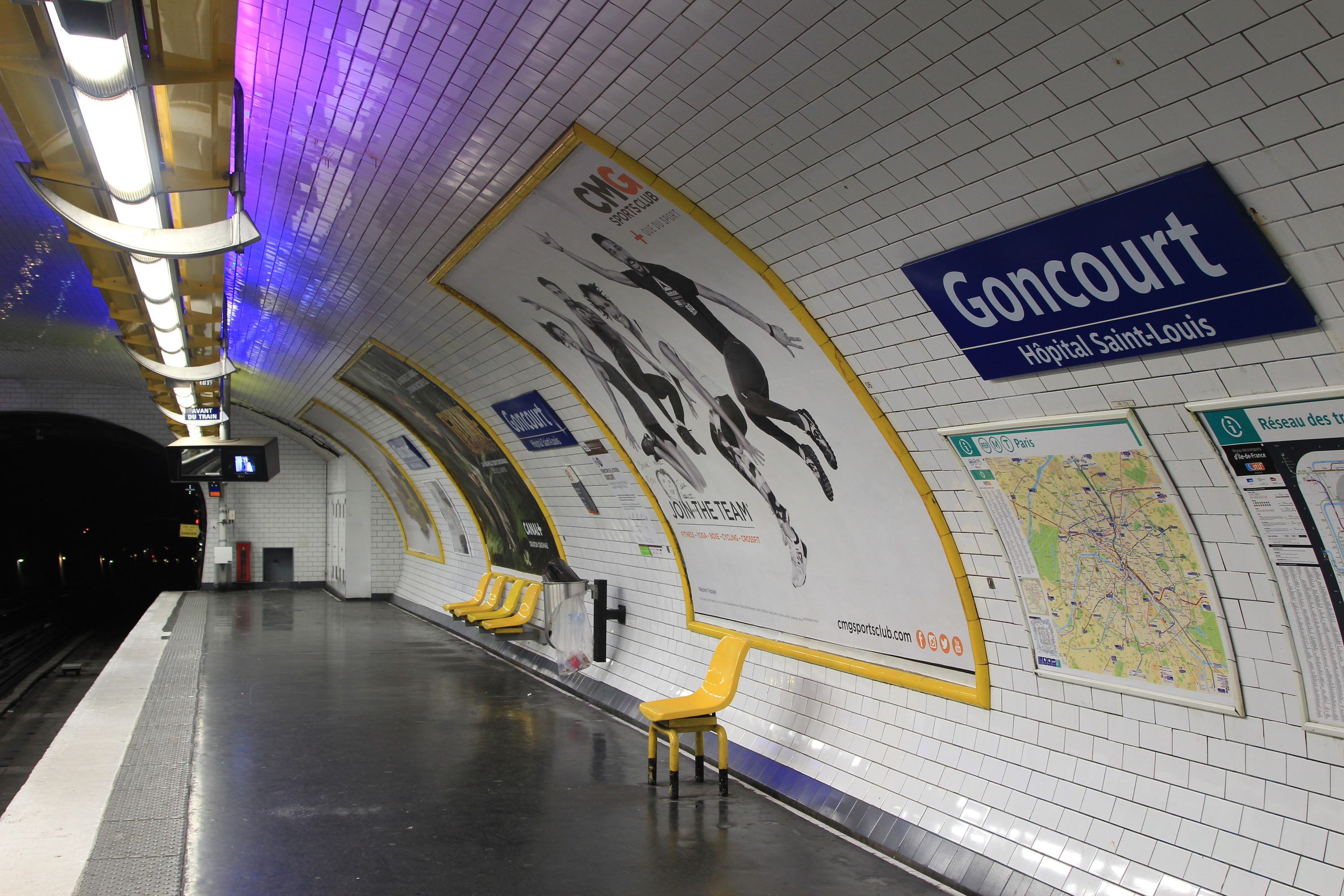
Plataforma decorada no estilo Ouï-dire

Goncourt é uma estação de configuração padrão: ela tem duas plataformas laterais, separadas pelas vias do metrô e a abóbada é elíptica. A decoração é do estilo "Ouï-dire" amarelo: a faixa de iluminação, da mesma cor, é suportada por consoles curvos em forma de foice. A iluminação direta é branca enquanto que a iluminação indireta, projetada sobre a abóbada, é multicolorida. As telhas em cerâmica branca são planas e recobrem os pés-direitos, a abóbada e o tímpano. Os quadros publicitários são de cor amarela e cilíndricas e o nome da estação é escrito com a fonte Parisine em placas esmaltadas. As plataformas são equipadas com assentos de estilo "Motte", de barras e bancos "assis-debout" de cor amarela. Em 2018, as telhas dos pés-direitos foram renovadas e as publicidades, anteriormente repartidas em alternância com as placas nominativas, foram então agrupadas em pares em número reduzido.

### Intermodalidade
A estação é servida pelas linhas 46 e 75 da rede de ônibus RATP e, à noite, pelas linhas N12 e N23 da rede Noctilien.

## Projeto
No âmbito do projeto de extensão da linha 11, é planejado criar uma saída simples na extremidade oeste das plataformas, levando para uma escada na rue du Faubourg du Temple, lado par.

## Pontos turísticos
- Hôpital Saint-Louis e sua cour Henri IV de mesmo estilo que a Place des Vosges.